# Ud af stilhed
Ud af stilhed er debutalbummet fra det danske electronicaband Panamah. Det blev udgivet d. 24. september 2011.
Albummet modtog 4/6 stjerner i musikmagasinet GAFFA. Sangen "Ikke for sent" nåede #10 på Tracklisten. Et remix af sangen, udført af Boom Clap Bachelors, blev P3s ugens uundgåelige i april 2010. Albummet toppede som #17 på Album Top-40.

## Spor
1. "Indeni Udefra"
2. "Søvnløs"
3. "Ikke For Sent"
4. "Blikket Opad"
5. "New York"
6. "Et Sted At Stå"
7. "Sølvgrå Stænk"
8. "Os To Som Ingen Kender"
9. "Ved Siden Af"
10. "Der Ligger Det"
11. "Luna"
12. "Ikke For Sent" (Boom Clap Bachelors Remix)